# Nerina Pallot

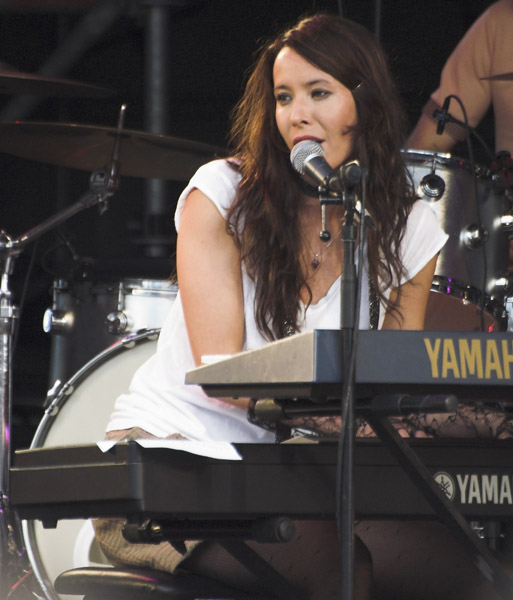
Nerina Pallot op het Cornbury Music Festival in 2006.

Nerina Pallot (Londen, 26 april 1974) is een Brits zangeres. Haar vader is Frans, afkomstig van het Kanaaleiland Jersey, haar moeder uit Allahabad in India. Op dit moment woont ze in de Londense wijk Brixton.
Nerina Pallot wordt vergeleken met onder andere Sheryl Crow, Joan Osborne, Tori Amos en Joni Mitchell, hoewel ze minder alternatief is dan de twee laatstgenoemden.
In 2002 verscheen haar debuutalbum Dear Frustrated Superstar op het label Polydor.
De media-aandacht kwam pas vier jaar later toen Pallot bij een andere platenmaatschappij haar album haar tweede album Fires uitbracht. Vervolgens kwam de single Everybody's Gone To War uit, een protest tegen de oorlog. In de bijbehorende clip werd een oorlog werd nagespeeld in een supermarkt, met de nodige hoeveelheid door de lucht vliegende spruiten en ontploffende taarten. De humoristische clip kwam regelmatig voorbij op de muziekzenders.
Tot op heden heeft Pallot vier albums en een ep uitgebracht.
- Bibliothèque nationale de France: cb14213479c (data)
- Gemeinsame Normdatei: 135459400
- International Standard Name Identifier: 0000 0001 1454 6045
- Library of Congress Control Number: nb2008002482
- MusicBrainz: da12455f-733b-46b4-ad6b-aa575914fc6b
- Nationale Bibliotheek van Tsjechië: js20060901030
- Nederlandse Thesaurus van Auteursnamen: 297578367
- Virtual International Authority File: 107601158
- WorldCat: E39PBJdGPMy8rDdyGxdtFHjgrq